# Joosep Toome
Joosep Toome (Tallinn, 21 giugno 1985) è un ex cestista e allenatore di pallacanestro estone.

## Carriera
Con l'Estonia ha disputato i Campionati europei del 2015.

## Palmarès

### Giocatore
- Campionato estone: 4

Kalev/Cramo: 2005-06, 2010-11, 2011-12
Tartu Ülikool: 2014-15
- Coppa di Estonia: 4

Kalev/Cramo: 2007, 2008
Tartu Ülikool: 2013, 2014